# Cryothenia
Cryothenia – rodzaj ryb z rodziny nototeniowatych (Nototheniidae).

## Klasyfikacja
Gatunki zaliczane do tego rodzaju:
- Cryothenia amphitreta
- Cryothenia peninsulae